# Bogdanovica
Bogdanovica (cyr. Богдановица) – wieś w Serbii, w okręgu kolubarskim, w gminie Ub. W 2011 roku liczyła 306 mieszkańców.